# Енфілд (Північна Кароліна)
Енфілд (англ. Enfield) — місто (англ. town) в США, в окрузі Галіфакс штату Північна Кароліна. Населення — 1865 осіб (2020).

## Географія
Енфілд розташований за координатами 36°10′49″ пн. ш. 77°40′4″ зх. д. / 36.18028° пн. ш. 77.66778° зх. д. (36.180239, -77.667690).  За даними Бюро перепису населення США в 2010 році місто мало площу 3,15 км², уся площа — суходіл.

## Демографія
Згідно з переписом 2010 року, у місті мешкали 2532 особи в 946 домогосподарствах у складі 643 родин. Густота населення становила 803 особи/км².  Було 1127 помешкань (357/км²).
Расовий склад населення:
| - 87,5 % — чорних або афроамериканців - 11,8 % — білих - 0,2 % — корінних американців - 0,2 % — азіатів |

До двох чи більше рас належало 0,3 %. Частка іспаномовних становила 0,6 % від усіх жителів.
За віковим діапазоном населення розподілялося таким чином: 25,7 % — особи молодші 18 років, 58,8 % — особи у віці 18—64 років, 15,5 % — особи у віці 65 років та старші. Медіана віку мешканця становила 40,0 року. На 100 осіб жіночої статі у місті припадало 77,4 чоловіків;  на 100 жінок у віці від 18 років та старших — 71,7 чоловіків також старших 18 років.
Середній дохід на одне домашнє господарство  становив 27 755 доларів США (медіана — 21 449), а середній дохід на одну сім'ю — 29 900 доларів (медіана — 22 412). Медіана доходів становила 23 828 доларів для чоловіків та 27 500 доларів для жінок. За межею бідності перебувало 44,0 % осіб, у тому числі 68,1 % дітей у віці до 18 років та 24,5 % осіб у віці 65 років та старших.
Цивільне працевлаштоване населення становило 674 особи. Основні галузі зайнятості: виробництво — 29,8 %, освіта, охорона здоров'я та соціальна допомога — 29,2 %, мистецтво, розваги та відпочинок — 8,5 %, роздрібна торгівля — 5,8 %.